# Fernanda Gomes
Fernanda Gomes (Rio de Janeiro, 1960) é artista visual brasileira e desenvolve sua prática através de objetos cotidianos, esculturas e instalações de arte desde os anos de 1980.

## Formação e Carreira
A artista foi graduada pela Escola Superior de Desenho Industrial (Esdi), da Universidade Federal do Rio de Janeiro (UFRJ), em 1978. Após a sua formação, a artista passou a atuar como designer gráfica, tendo sido estagiária do Museu de Arte Moderna do Rio de Janeiro (MAM-Rio), período em que criou cartazes, identidades visuais e capas de discos. A artista apresentou a primeira exposição individual de sua carreira na Galeria Macunaíma, em 1988, também no Rio de Janeiro.
Nos primeiros anos da década de 1990, a artista ficou reconhecida por inserir palavras e textos escritos em seus trabalhos. Em 1993 apresentou um trabalho dentro da piscina vazia da Escola de Artes Visuais do Parque Lage (EAV), no Rio de Janeiro. E em 1994 exibiu na Bienal de São Paulo.
Entre o final dos anos 1990 e início dos anos 2000, a artista passa a ter seu trabalho incluído no recheio de publicações internacionais especializadas como Art News, Art in America, Artforum, ArtNexus, entre outras.
Em 2019, apresentou exposição retrospectiva na Pinacoteca do Estado de São Paulo. A mostra reuniu mais de 50 obras, muitas pintadas de branco, compreendendo os anos 1980 até a atualidade e consistia em um ateliê temporário. Nem as obras ou a exposição possuíram título, como parte das estrategias artísticas de Fernanda Gomes. 

## Exposições Individuais (Seleção)
- 2020-2019 Pinacoteca do Estado de São Paulo, São Paulo
- 2019 Secession, Viena, Áustria
- 2018 Museo Jumex, Cidade do México, México
- 2017 Galeria Luisa Strina, São Paulo, Brasil
- 2017 Alison Jacques Gallery, Londres, Inglaterra
- 2015 Peter Kilchmann, Zurique, Suíça
- 2013 Centre International de l'art et du Paysage, Vassivière, França
- 2012 Museu da Cidade, Lisboa, Portugal[5]

## Exposições Coletivas (Seleção)
- 2017 35º Panorama da Arte Brasileira, Museu de Arte Moderna de São Paulo (MAM-SP), São Paulo
- 2017 OSSO – Exposição-apelo ao amplo direito de defesa de Rafael Braga, Instituto Tomie Ohtake, São Paulo
- 2017 “Doubles, Dobros, Pliegues, Pares, Twins, Mitades”, The Warehouse, Dallas, Estados Unidos
- 2016 “Third Mind. Jiri Kovanda and (Im)possibility of a Collaboration”, Galeria Nacional, Praga, República Tcheca
- 2016 “Cut, Folded, Pressed & Other Actions”, Galeria David Zwirner, Nova York, Estados Unidos
- 2016 “Em polvorosa - um panorama das coleções do MAM”, Museu de Arte Moderna do Rio de Janeiro (MAM-Rio), Rio de Janeiro
- 2016 “Accrochage”, Punta della Dogana, Veneza, Itália
- 2015 “Imagine Brazil”, DHC/ART, Montreal, Canadá
- 2014 Musée d’Art Contemporain de Lyon, Lyon, Franca
- 2014 “Impulse, Reason, Sense, Conflict”, CIFO Ella Fontanals-Cisneros, Miami, Estados Unidos
- 2014 “Une histoire, art, architecture et design, des années 80 à aujourd’hui”, Centre Pompidou, Paris, França
- 2013 13a Bienal de Istambul, Istambul, Turquia
- 2013 Astrup Fearnley Museum, Oslo, Noruega
- 2012 30a Bienal de São Paulo, Brasil[6]

## Prêmios
- 2000 4o Prêmio Scipione, Macerata, Itália

## Coleções Públicas
- Centre Georges Pompidou, Paris, França
- Tate Modern, Londres, Inglaterra
- Pérez Art Museum Miami (PAMM), Miami, Estados Unidos
- Fundación/Colección Jumex, Cidade do México, México
- Museu de Arte Contemporânea de Serralves, Porto, Portugal
- Museu de Arte da Pampulha, Belo Horizonte, Brasil
- Museu de Arte Moderna de São Paulo, Brasil
- Museu de Arte Moderna do Rio de Janeiro, Brasil
- Museum Weserburg, Bremen, Alemanha
- Vancouver Art Gallery, Vancouver, Canadá
- Centre National des Arts Plastiques, Paris, França
- Art Institute of Chicago, Chicago, Estados Unidos[6]